# Plumbotellurite
La plumbotellurite est un minéral extrêmement rare de la famille des tellurites, et de formule chimique de PbTe4+O3.
Minéral secondaire, formé par altération de l'altaïte près de la zone d'oxydation d'un gisement minéral riche en tellure, elle a été décrite pour la première fois en 1982 par Spiridonov et Tananeyva, et reconnue par l'Association internationale de minéralogie (IMA) sous le symbole Pbtlr. Sa localité type est le gisement d'or Zhana-Tyube, à Stepnogorsk, dans l'Oblys d'Aqmola au Kazakhstan.
Sa dureté Vickers (VHN) oscillant entre 30 et 42, équivaut approximativement à 5,5 sur l'échelle de Mohs sur la base d'une moyenne de 38. 
Dans la classification de Strunz, la plumbotellurite est classée parmi les tellurites sans anions supplémentaires et sans présence d'eau (H2O). Selon la classification de Dana, elle est classée comme une tellurite, oxyde de type A(XO3).
Le fait que la plumbotellurite cristallise dans un système monoclinique, a été redéfini dans la thèse de M. E. Back en 1990 en correction de la donnée précédente qui lui attribuait une structure orthrhombique. Cela a été confirmée plusieurs fois par la suite,.
Ce minéral est également connu sous le synonyme de dunhamite.

## Chimie et formation
La plumbotellurite a une masse molaire de 382,80 g/mol. Les oxydes qui la composent sont le PbO, à 58,31 % et le TeO2 41,69 %.
| Composition | Composition |
| ----------- | ----------- |
| Tellure     | 33,33 %     |
| Plomb       | 54,13 %     |
| Oxygène     | 12,54 %     |

La plumbotellurite est un dimorphe (ou analogue structurel) de la matthiaswéilite et un pseudomorphe de l'altaïte.
La formule chimique de ce minéral est α-Pb(TeO3). À ce jour, trois polymorphes du composé Pb(TeO3) ont été identifiés en tant que composés synthétiques, selon les travaux de Weil et al. en 2018.
En termes de contexte géologique, la plumbotellurite est associée à des formations dont l'âge remonte pour les plus anciennes, à la grande Oxydation, qui date de moins de 2,4 milliards d'années (stade paragénétique 7) parmi les minéraux secondaires (vanadates, chromates et manganates) formés dans des environnements d'altération à basse température en contact avec une atmosphère oxygénée (mode paragénétique 47e), et les minéraux oxydés et déshydratés en surface (mode 47h).
Elle peut aussi avoir une origine anthropique (stade 10b) de moins de 10 000 ans si elle partie des minéraux miniers (mode 55).

## Gîtologie et gisements
Le matériau type de la plumbotellurite a été découvert dans la zone d'oxydation d'un gisement riche en tétrachlorure de titane et se présente  sous forme de bordures de remplacement et de pseudomorphes de l'altaïte qui lui est associée.
En plus de l'altaïte, la plumbotellurite est par ailleurs associée à des chlorites, du tellurantimoine, des grenats, de l'actinolite, la frohbergite, la galène, l'ilménite, la pyrite et l'arsénopyrite. Selon les données de Mindat.org en 2025, la plumbotellurite est recensée dans un total de dix gisements différents, situés pour moitié dans le sud-ouest des États-Unis. Il n'y a que 2 gisements au Kazakhstan.